# 関西外国語大学の人物一覧
関西外国語大学の人物一覧（かんさいがいこくごだいがくのじんぶついちらん）は、関西外国語大学に関係する人物の一覧記事。

## OB・OG

### 政治

#### 現職国会議員
- 伊藤辰夫 - 参議院議員（国民民主党）

#### 元職国会議員
- 浅野貴博 - 北海道議会議員（自民党）、衆議院議員（新党大地）
- 大見正 - 衆議院議員（自民党）

#### 市町村長
- 表原立磨 - 阿南市長、元阿南市議会議員（自民党）

### 行政
- パラノビチ・ノルバート - 元駐日ハンガリー大使、元名古屋大学客員教授

### 研究者・学者
- 酒井龍一（1970外国語学部英米語学科） - 奈良大学名誉教授
- 佐竹謙一（1975外国語学部スペイン語学科） - 南山大学教授
- 庄司博史（1980大学院外国語研究科修士課程） - 国立民族学博物館民族社会研究部教授（言語学）
- 森川展男（1980大学院外国語学研究科英語学専攻博士課程前期） - 近畿大学総合社会学部総合社会学科教授（アメリカ文学）
- 浅香武和（1985大学院博士後期課程） - 津田塾大学学芸学部講師
- アルバート・チャールズ・ミュラー（1985） - 東京大学名誉教授（仏教）
- 町田哲司（1989大学院外国語学研究科英語学専攻博士課程満期退学） - 関西外国語大学教授
- 西原哲雄（1990大学院外国語学研究科英語学専攻博士課程前期） - 追手門学院大学教授（英語学）
- 中條健志（2005国際言語学部） - 東海大学語学教育センター講師

### 文学
- 難波利三 - 直木賞作家
- なみの亜子 - 歌人

### 芸術
- 紫舟 - 書家
- 関戸剛 - 作曲家

### 芸能
- 井上美紀 - 女優
- 三田篤子 - 女優
- 種浦マサオ - 歌手
- 増田英彦 - 漫才師、ますだおかだのメンバー
- 岡田圭右 - 漫才師、ますだおかだのメンバー（短期大学部卒）
- 東ちづる - 女優、タレント（短期大学部卒）
- ダニエル・カール - タレント、翻訳家（留学生として4ヶ月間在学）
- トミーズ健 - 漫才師
- 永島由子 - 声優
- 井上美紀 - 声優
- 手嶋智子 - 女優（短期大学部卒）
- Saeko - シンガーソングライター、ヘヴィメタル・ミュージシャン
- 服部美貴 - グラビアアイドル
- 田中さなえ - タレント（短期大学部卒）
- 大西めぐみ - タレント（短期大学部卒）
- 高宮悠子 - タレント
- 川崎美千江 - タレント
- 伊藤みく - タレント
- Kidori Kidori - バンド
- HEY-SMITH - バンド
- ジェロ - 演歌歌手（ピッツバーグ大学在学中に3ヶ月間の留学）
- 山村隆太 - 歌手、flumpoolのボーカル・ギター担当
- 兵頭祐香 - 女優
- う〜み - 歌手
- ヴァレンシー - ミュージシャン、実業家
- キンタロー。 - お笑いタレント（短期大学部卒）
- 細川洪 - 俳優
- 沙羅 - ものまねタレント
- 後藤威尊 - アイドル　INIメンバー
- 伊吹徹 - 元俳優（中退）
- 稲田美紀 - 芸人、紅しょうが

### スポーツ
- 角田信朗 - 元格闘家、正道会館最高師範
- 佐竹雅昭 - 格闘家、元全日本王者、佐竹道場総長
- 森跳二 - 元プロ野球・広島東洋カープ投手
- 松下一郎 - 元プロ野球・横浜DeNAベイスターズ捕手、外野手・育成選手
- 室拓哉 - サッカー・大分トリニータ・GK
- 田川晃太郎 - アメリカンフットボール・アサヒ飲料チャレンジャーズ
- 金原沙織 - バスケットボール・山梨クィーンビーズ
- 西原圭大 - 元プロ野球・広島東洋カープ投手
- 神原裕司 - バスケットボール・熊本ヴォルターズ
- 松永建作 - バスケットボール・東京エクセレンス
- 宇田秀生（英語版） - パラトライアスロン、東京パラリンピック銀メダリスト

### マスコミ
- 奥井奈々 - フリーアナウンサー、モデル、実業家
- 小川勝広 - 映画プロデューサー
- 西川章久 - フリーアナウンサー、元北陸放送アナウンサー
- 柏木宏之 - フリーアナウンサー、元毎日放送アナウンサー
- 大塚由美 - ラジオパーソナリティ
- MARCO - ディスクジョッキー
- 飯室大吾 - FM802DJ（外国語学部英文語学科卒業）
- 保岡栄二 - フリーアナウンサー、元四国放送アナウンサー
- 村上祐子 - 元KBS京都アナウンサー
- 長谷川恵子 - 元高知放送アナウンサー
- 伊藤文 - 元中国放送アナウンサー
- 佐々木美絵 - フリーアナウンサー、元毎日放送アナウンサー
- 櫻井直子 - フリーアナウンサー
- 小片悦子 - フリーアナウンサー（短期大学部卒）
- 蒲野誠一 - エフエム香川アナウンサー兼ディレクター
- 梶西達 - フリーアナウンサー
- 熊本麻美 - フリーアナウンサー
- 米津龍一 - 気象予報士
- 鷲尾千尋 - 朝日放送テレビアナウンサー
- 植草凛 - 沖縄テレビ放送アナウンサー
- 檜垣すみれ - 福岡放送アナウンサー

### 実業家
- 岸本拓也（ベーカリープロデューサー）
- 竹内成和（H.U.グループホールディングス社長）
- 春田薫（アマノ元社長）
- 杉森健一（旅行家・インフルエンサー）